# Gmina Dobre (Powiat Radziejowski)
Die Gmina Dobre (deutsch Dobre) ist eine Landgemeinde im Powiat Radziejowski der Woiwodschaft Kujawien-Pommern in Polen. Ihr Sitz ist das gleichnamige Dorf mit etwa 1900 Einwohnern.

## Gliederung
Zur Landgemeinde (gmina wiejska) Dobre gehören 19 Dörfer mit einem Schulzenamt (solectwo).
- Bodzanowo (Bodzanowo, 1943–1945 Bodan)[2]
- Bodzanowo Drugie
- Borowo
- Bronisław
- Byczyna
- Byczyna-Kolonia
- Czołpin
- Dęby
- Dobre (Dobre, 1943–1945 Dobben)[2]
- Dobre-Kolonia
- Dobre-Wieś
- Kłonowo (Klonowo, 1943–1945 Klönnau)[2]
- Koszczały
- Krzywosądz
- Narkowo
- Przysiek
- Smarglin
- Szczeblotowo
- Ułomie

Weitere Ortschaften der Gemeinde sind Altana, Ludwikowo und Morawy.

## Verkehr
Im Bahnhof Dobre Aleksandrowskie an der Schmalspurbahn Aleksandrów Kujawski–Sompolno endete die Schmalspurbahn Nieszawa–Dobre Aleksandrowskie und begann die Schmalspurbahn Dobre Aleksandrowskie–Jerzmanowo.